# Sos (Lot-et-Garonne)
Sos é uma comuna francesa na região administrativa da Nova Aquitânia, no departamento Lot-et-Garonne. Estende-se por uma área de 51,29 km². Em 2010 a comuna tinha 664 habitantes (densidade: 12,9 hab./km²).
Era conhecida como Socio no período romano.